# Pépoaza voilé
Xolmis velatus
Espèce
Synonymes
- Xolmis velata[1]

Statut de conservation UICN

 LC  : Préoccupation mineure
Le Pépoaza voilé (Xolmis velatus) est une espèce de passereaux de la famille des Tyrannidae,,.
Cet oiseau peuple notamment le Cerrado de l'est du Brésil, le nord-est du Paraguay et l'est de la Bolivie.

## Systématique
C'est une espèce est monotypique.